# El Oso
El Oso è un comune spagnolo di 223 abitanti situato nella comunità autonoma di Castiglia e León.